# Mastrodattia
Il mastrodatti (dal latino Magister actorum) originariamente era, nella burocrazia del Regno di Napoli, un funzionario addetto alla redazione ed alla custodia degli atti pubblici e privati. 
Presente in ogni Corte locale ed in ogni Università, in seguito assunse anche funzioni giudiziarie, provvedendo alla istruttoria delle cause e raccogliendo le informazioni necessarie per il pronunciamento del giudice o del balivo. 
L'ufficio della mastrodattia era ricoperta generalmente da un notaio, ma, specie nelle comunità più piccole, anche da "barbieri, sarti, calzolai". L'ufficio veniva affittato ai privati tramite asta pubblica, i quali rimanevano in carica per un massimo di quattro anni ma dovevano essere non residenti nell'Università